# 加拉纳斯
加拉纳斯是奥地利施蒂利亚州德意志兰茨贝格县的一个市镇。总面积59.9平方公里，总人口295人，人口密度4.9人/平方公里（2001年）。